# Un buon inizio
Un buon inizio è un singolo della cantante italiana Laura Pausini, pubblicato il 10 marzo 2023 come primo estratto dal quattordicesimo album in studio Anime parallele. Il brano è stato pubblicato in lingua spagnola con il titolo Un buen inicio  in Spagna e in America Latina come primo estratto dalla versione in lingua spagnola dell'album Almas paralelas.

## Descrizione
Il testo è stato scritto da Laura Pausini, Riccardo Zanotti, frontman e autore del gruppo musicale Pinguini Tattici Nucleari, la musica da Riccardo Zanotti, Giorgio Pesenti e Marco Paganelli.
La canzone è stata adattata e tradotta in lingua spagnola dalla cantante con il titolo Un buen inicio ed estratto come singolo in Spagna e in America Latina ed inserita nell'album Almas paralelas.

## Promozione
Il 23 marzo 2023 è stato pubblicato l'LP 12″ contenente Un buon inizio/Un buen inicio a tiratura limitata in 2 edizioni: con vinile di colorazione rosso e con vinile di colorazione bianco disponibile solo sul sito della Warner Music Italy.
Laura Pausini ha eseguito alcune parti del brano Un buon inizio/Un buen inicio dal vivo per la prima volta durante gli eventi Laura30, 30 Years In 24 Hours per festeggiare i 30 anni di carriera: alle ore 18 del 26 febbraio all'Apollo Theater di New York; alle ore 15 del 27 febbraio al The Music Station di Madrid e alle ore 23 al Teatro Carcano di Milano.

## Tracce
Download digitale
Testi di Laura Pausini e Riccardo Zanotti, musiche di Riccardo Zanotti, Giorgio Pesenti e Marco Paganelli.
1. Un buon inizio – 3:10

Download digitale – versione spagnola
Testi di Laura Pausini e Riccardo Zanotti - adattamento spagnolo di Laura Pausini, musiche di Riccardo Zanotti, Giorgio Pesenti e Marco Paganelli.
1. Un buen inicio – 3:10

7" (rosso e trasparente)
- Lato A

1. Un buon inizio – 3:10 (testo: Laura Pausini e Riccardo Zanotti – musica: Riccardo Zanotti, Giorgio Pesenti e Marco Paganelli)
2. Un buen inicio – 3:10 (testo: Laura Pausini e Riccardo Zanotti, adattamento spagnolo di Laura Pausini – musica: Laura Pausini)

- Lato B

1. Davanti a noi (testo: Laura Pausini e Niccolò Agliardi – musica: Paolo Carta)
2. Frente a nosotros (testo: Laura Pausini e Niccolò Agliardi, adattamento spagnolo di Laura Pausini – musica: Paolo Carta)

## Formazione
Un buon inizio/Un buen inicio
- Laura Pausini – voce
- Simone Privitera - chitarra elettrica, pianoforte, tastiera, basso, batteria, programmazione, synth
- Paolo Carta - chitarra elettrica, basso
- Andrea Suriani - mixaggio e masterizzazione

Davanti a noi/Frente a nostros
- Laura Pausini – voce
- Paolo Carta - tastiera, chitarra elettrica, basso, programmazione, mixaggio, masterizzazione
- Registrazione: ORS Oliveta Recording Studio, Castel Bolognese

## Video musicale
Il videoclip (in lingua italiana e in lingua spagnola) è stato diretto da Dario Garegnani e reso disponibile in contemporanea con l'uscita del singolo sul canale YouTube della cantante.

## Classifiche
| Classifica (2023) | Posizione massima |
| ----------------- | ----------------- |
| Italia            | 75                |